# 粗鰍鯰
粗鰍鯰，為輻鰭魚綱鯰形目平鰭鮠科的其中一種，為熱帶淡水魚，分布於非洲剛果河中游流域，體長可達10.1公分，棲息在底層水域，生活習性不明。